# Kroktjärnen (Los socken, Hälsingland, 682924-147349)
Kroktjärnen är en sjö i Ljusdals kommun i Hälsingland och ingår i Ljusnans huvudavrinningsområde.